# Tillikum (Schiff)
Die Tillikum ist eine 1959 in Dienst gestellte Fähre der US-amerikanischen Reederei Washington State Ferries und gehört der Evergreen-State-Klasse an. Das Schiff ist die älteste Einheit des staatlichen Fährbetreibers und verkehrt seit 2017 zwischen den San Juan Islands.

## Geschichte
Die Tillikum entstand als dritte und letzte Einheit der Evergreen-State-Klasse in der Werft der Puget Sound Bridge and Dredging Company am Puget Sound und wurde 1959 auf der Strecke von Seattle nach Bainbridge Island in Dienst gestellt. Der Name Tillikum stammt aus der Chinook-Sprache und bedeutet Freund.
Nach Einführung der größeren Super-Klasse im Jahr 1968 wechselte die Tillikum in den Fährdienst zwischen Edmonds und Kingston, wo sie bis zum Beginn der 1980er Jahre verblieb. Nachdem das Schiff 1981 von der Chelan abgelöst wurde, verbrachte es ein Jahrzehnt vorwiegend aufgelegt in der Funktion eines Ersatzschiffes, falls eine der Fähren reparaturbedingt ausfiel.
Anfang der 1990er Jahre wurde die Tillikum reaktiviert und wurde fortan auf der Strecke von Fauntleroy, Vashon Island und Southworth eingesetzt. Nach einem knappen Vierteljahrhundert im Dienst wurde das Schiff 2015 abermals von einer neueren Einheit abgelöst und als Ersatzschiff eingeteilt.
Seit der Ausmusterung ihres älteren Schwesterschiffes Klahowya im Jahr 2017 verkehrt die Tillikum zwischen den San Juan Islands. Eine 2018 geplante Ausmusterung des seitdem ältesten aktiven Schiffes in der Flotte der Washington State Ferries wurde erst auf 2023, dann auf unbestimmte verschoben. Im Februar 2019 feierte die Reederei den 60. Geburtstag der Fähre, bei dem zwei Plaketten an Bord installiert wurden.